# George Lucas Coser
George Lucas Coser (Tapejara, Brasil, 20 de febrero de 1984), conocido como George Lucas, es un futbolista brasileño, con pasaporte italiano. Juega de lateral derecho y su actual equipo es el SC Braga de Portugal.

## Clubes
| Club             | País     | Año       |
| ---------------- | -------- | --------- |
| Grêmio           | Brasil   | 2003-2004 |
| Atlético Mineiro | Brasil   | 2005      |
| Grêmio           | Brasil   | 2006      |
| Celta de Vigo    | España   | 2006-2009 |
| Santos           | Brasil   | 2009-2010 |
| Braga            | Portugal | 2010-2013 |
| SC Recife        | Brasil   | 2013-     |